# Buxbaumia
Buxbaumia  é o nome botânico de um género de musgos  (Bryophyta). Foi nomeado em homenagem ao botânico Johann Christian Buxbaum.
Era também o nome de um periódico especialista em musgos. Tem o gametófito heterotrófico e o esporófito fotossintetizante.

## Espécies
- Buxbaumia aphylla
- Buxbaumia colyerae
- Buxbaumia himalayensis
- Buxbaumia javanica
- Buxbaumia minakatae
- Buxbaumia novae-zelandiae
- Buxbaumia piperi
- Buxbaumia punctata
- Buxbaumia symmetrica
- Buxbaumia tasmanica
- Buxbaumia thorsborneae
- Buxbaumia viridis